# Ruth Wodak
Ruth Wodak (Àustria, 1950) és catedràtica d'Estudis del discurs a la Universitat de Lancaster, és presidenta de la «Societas Linguistica Europea» i membre de l'Acadèmia Austríaca de les Ciències. Entre altres guardons, ha rebut el Premi Wittgenstein per a investigadors d'elit. Ha estat professora en diverses universitats americanes i europees, entre les quals destaquen les de Viena, Uppsala, Stanford i Georgetown. És coeditora de les revistes Discourse and Society, Critical Discourse Studies i Journal of Language and Politics, a més de dirigir la col·lecció «Discourse Approaches to Politics, Society and Culture» (John Benjamins Publishers). Recentment ha publicat Métodos de análisis crítico del discurso (Gedisa, 2003), Identity, Belonging and Migration (Liverpool University Press, 2008) i The Politics of Exclusion: debating migration in Austria (Transaction publishers, 2009).